# Russisch-Perzische Oorlog (1804-1813)
De Russisch-Perzische oorlog was een oorlog tussen het Russische tsarenrijk enerzijds en Perzië onder de Kadjaren-dynastie anderzijds die van 1804 tot 1813 duurde.
Het was Napoleon Bonaparte die in 1800, na zijn mislukte invasie van Egypte, Perzië wilde gebruiken om India te bereiken. Hij sloot hiertoe een verdrag met de Russen. Alhoewel dat plan niet doorging, was de interesse bij de Russen wel gewekt.
In 1801 annexeerde het Russisch Rijk het Georgische koninkrijk Kartli-Kachetië, dat tot halverwege de 18e eeuw nog onder Perzische invloed viel. Later veroverden de Russen de steden Derbent en Bakoe. De Perzische Kadjaren konden weinig verzet bieden. Hun wapens waren niet bestand tegen de moderne Europese wapens.
In 1806 stuurde Napoleon afgezanten naar de Perzische sjah en bood de Perzen hulp aan tegen de Russen, in ruil voor concessies. Ook wilde Napoleon de Britten in India aanvallen. Na het Verdrag van Tilsit tussen Frankrijk en Rusland in 1807 verloren de Fransen echter hun belangstelling.
Ook de Britten, die diverse handelsposten in het zuiden en oosten hadden, weigerden Perzië te hulp te komen, waarschijnlijk om hun bondgenootschap met de Russen tegen Napoleon niet in gevaar te brengen.
De oorlog werd in 1813 beëindigd met het Verdrag van Gulistan. Maar over verschillende gebieden bleef onenigheid bestaan en dat gaf aanleiding tot de Russisch-Perzische Oorlog (1826-1828).
Russisch-Perzische Oorlog (1651-1653) · Russisch-Perzische Oorlog (1722-1723) · Russisch-Perzische Oorlog (1796) · Russisch-Perzische Oorlog (1804-1813) · Russisch-Perzische Oorlog (1826-1828)